# Liste der Eisschnelllaufweltrekorde im Kleinen Mehrkampf Frauen
Diese Liste enthält alle von der Internationalen Eislaufunion anerkannten Weltrekorde im Eisschnelllauf im Kleinen Mehrkampf der Frauen. Der „Kleine Mehrkampf“ besteht aus vier Läufen. Am ersten Tag werden die 500 und 3000 Meter gelaufen. Am zweiten Tag die 1500 und 5000 Meter. Für die Mehrkampfwertung wird die Summe der auf 500 m heruntergebrochenen Einzelstrecken herangezogen.
| Nr.                                                               | Sportlerin                 | Zeit    | Datum            | Ort               | Besonderheiten | Bestand              |
| ----------------------------------------------------------------- | -------------------------- | ------- | ---------------- | ----------------- | -------------- | -------------------- |
| 1                                                                 | Andrea Schöne-Mitscherlich | 177,669 | 23. Januar 1983  | Thialf            | H I, Bo, Ek    | 357 Tage             |
| 2                                                                 | Gabi Schönbrunn            | 174,710 | 15. Januar 1984  | Medeo             | H III, Bo, Ek  | 69 Tage              |
| 3                                                                 | Andrea Schöne-Mitscherlich | 171,760 | 24. März 1984    | Medeo             | H III, Bo, Ek  | 1 Jahr und 363 Tage  |
| 4                                                                 | Karin Kania-Enke           | 168,271 | 22. März 1986    | Medeo             | H III, Bo, Ek  | 7 Jahre und 293 Tage |
| 5                                                                 | Gunda Niemann              | 167,282 | 9. Januar 1994   | Vikingskipet      | H I, Bh, Ek    | 3 Jahre und 38 Tage  |
| Einführung des Klappschlittschuhs                                 |                            |         |                  |                   |                |                      |
| 6                                                                 | Gunda Niemann              | 165,708 | 16. Februar 1997 | M-Wave            | H I, Bh, Ek    | 1 Jahr und 27 Tage   |
| 7                                                                 | Gunda Niemann-Stirnemann   | 163,020 | 15. März 1998    | Thialf            | H I, Bh, Ek    | 329 Tage             |
| 8                                                                 | Gunda Niemann-Stirnemann   | 161,479 | 7. Februar 1999  | Vikingskipet      | H I, Bh, Ek    | 3 Jahre und 353 Tage |
| 9                                                                 | Cindy Klassen              | 159,723 | 26. Januar 2003  | Utah Olympic Oval | H III, Bh, Ek  | 1 Jahr und 349 Tage  |
| 10                                                                | Cindy Klassen              | 159,605 | 9. Januar 2005   | Utah Olympic Oval | H III, Bh, Ek  | 1 Jahr und 13 Tage   |
| 11                                                                | Cindy Klassen              | 157,177 | 22. Januar 2006  | Olympic Oval      | H III, Bh, Ek  | 56 Tage              |
| amtierende Eisschnelllauf-Weltrekordhalterin im Kleinen Mehrkampf |                            |         |                  |                   |                |                      |
| 12                                                                | Cindy Klassen              | 154,580 | 19. März 2006    | Olympic Oval      | H III, Bh, Ek  | 19 Jahre und 4 Tage  |

- Stand: 27. September 2013[1]
- In den 1990er Jahren kam der Klappschlittschuh international erstmals zum Einsatz. Das Klappsystem, welches ein schnelleres Laufen ermöglicht, läutete spätestens seit den Olympischen Winterspielen 1998 den Wechsel ein.

Die Kürzel in „Besonderheiten“ bedeuten
- H = Höhenlage der Bahn; H I = bis 500 Meter, H II = über 500 Meter, H III = über 1000 Meter
- B = Anlage der Bahn; Bf = Freiluft (offen), Bh = Hallenbahn, Bm = Mix (halboffen, überdachte Laufbahn)
- E = Eis; Ek = Künstlich (Kühlsystem), En = Natureis (ohne technisches Kühlsystem)